# Trachycorystes
Trachycorystes is een geslacht van straalvinnige vissen uit de familie van de houtmeervallen (Auchenipteridae).

## Soorten
- Trachycorystes cratensis Miranda Ribeiro, 1937
- Trachycorystes menezesi Britski & Akama, 2011
- Trachycorystes porosus Eigenmann & Eigenmann, 1888
- Trachycorystes trachycorystes (Valenciennes, 1840)